# Ronde van Spanje 1956
De 11e editie van de Ronde van Spanje ging op 26 april 1956 van start in Bilbao, in het noorden van Spanje. Na 3531 kilometer en 17 etappes werd op 13 mei ook weer in Bilbao gefinisht. De ronde werd gewonnen door de Italiaan Angelo Conterno. 

## Eindklassement
Angelo Conterno werd winnaar van het eindklassement van de Ronde van Spanje van 1956 met een voorsprong van 13 seconden op Jesús Loroño. In de top tien eindigden vijf Spanjaarden. De beste Belg was Raymond Impanis met een 3e plek in het eindklassement.
| Rang | Renner              | Land                | Tijd        |
| ---- | ------------------- | ------------------- | ----------- |
| 1    | Angelo Conterno     | Italië              | 105u 37'52" |
| 2    | Jesús Loroño        | Spanje              | + 0'13"     |
| 3    | Raymond Impanis     | België              | + 1'54"     |
| 4    | Federico Bahamontes | Spanje              | + 3'27"     |
| 5    | Rik Van Steenbergen | België              | + 7'48"     |
| 6    | Miguel Chacón       | Spanje              | + 8'30"     |
| 7    | Gilbert Bauvin      | Frankrijk           | + 19'18"    |
| 8    | Brian Robinson      | Verenigd Koninkrijk | + 20'36"    |
| 9    | José Serra Gil      | Spanje              | + 23'38"    |
| 10   | Manuel Rodríguez    | Spanje              | + 24'55"    |

## Etappe-overzicht
| Etappe | Van - naar               | Km       | Etappewinnaar       | Klassementsleider   |
| ------ | ------------------------ | -------- | ------------------- | ------------------- |
| 1      | Bilbao - Santander       | 203      | Rik Van Steenbergen | Rik Van Steenbergen |
| 2      | Santander - Oviedo       | 248      | Angelo Conterno     | Angelo Conterno     |
| 3      | Oviedo - Valladolid      | 175      | Miguel Poblet       | Angelo Conterno     |
| 4      | Valladolid - Madrid      | 212      | Claude Le Ber       | Angelo Conterno     |
| 5      | Madrid - Albacete        | 241      | Miguel Poblet       | Angelo Conterno     |
| 6      | Albacete - Alicante      | 227      | Miguel Poblet       | Angelo Conterno     |
| 7      | Alicante - Valencia      | 182      | Rik Van Steenbergen | Angelo Conterno     |
| 8      | Valencia - Tarragona     | 249      | Rik Van Steenbergen | Angelo Conterno     |
| 9      | Tarragona - Barcelona    | 163      | Hugo Koblet         | Angelo Conterno     |
| 10a    | Barcelona                | 21 (TTT) | Frankrijk           | Angelo Conterno     |
| 10b    | Barcelona - Tárrega      | 112      | Gilbert Bauvin      | Angelo Conterno     |
| 11     | Tárrega - Zaragoza       | 238      | Rik Van Steenbergen | Angelo Conterno     |
| 12     | Zaragoza - Bayonne       | 274      | Giancarlo Astrua    | Angelo Conterno     |
| 13a    | Bayonne - Irun           | 43 (ITT) | Claude Le Ber       | Angelo Conterno     |
| 13b    | Irun - Pamplona          | 111      | Roger Walkowiak     | Angelo Conterno     |
| 14     | Pamplona - San Sebastián | 195      | Rik Van Steenbergen | Angelo Conterno     |
| 15     | San Sebastián - Bilbao   | 225      | Nino Defilippis     | Angelo Conterno     |
| 16     | Bilbao - Vitoria         | 207      | Benigno Azpuru      | Angelo Conterno     |
| 17     | Vitoria - Bilbao         | 190      | Rik Van Steenbergen | Angelo Conterno     |